# Stadtbibliothek Heidenheim
Die Stadtbibliothek Heidenheim ist die öffentliche Bibliothek der Stadt Heidenheim an der Brenz in Baden-Württemberg.

## Geschichte
Die Heidenheimer Stadtbibliothek wurde nach einem im April 1910 gefassten Gemeinderatsbeschluss gegründet. Sie war zunächst in Räumen der Webschule am Bahnhof untergebracht, die ersten Medien entstammten einer bis dahin von privater Hand geführten „Volksvorlesebibliothek“. Bis 1943 wuchs der Bestand auf rund 2000 Bücher. Nach mehrfachem Umzug innerhalb des Stadtgebiets wurde die Bibliothek 1953 in das Hallamt an der Schnaitheimer Straße verlegt. Von 1960 bis 1968 war der Bestand an Jugendbüchern in das Haus der Jugend in der ehemaligen Heinrich-Voelter-Villa ausgelagert. 1961 wurde eine erste Zweigstelle in der Heidenheimer Westschule eröffnet. 1973 erfolgte die Übernahme der Werksbücherei der Firma Voith, die drei Jahre lang als weitere Außenstelle betrieben wurde. Ihre Bestände flossen größtenteils ein in die 1979 im Werkgymnasium eingeweihte Zweigstelle Ost. Im selben Jahr wurde die Zentralbibliothek mit etwa 32.000 Büchern in das erste Obergeschoss des Elmar-Doch-Hauses umgezogen. Seit 1985 können aus einer angegliederten Graphothek Skulpturen und Druckgrafiken entliehen werden. 2004 und 2016 wurden die Zweigstellen West bzw. Ost geschlossen, im September 2017 die Hauptstelle. Seit November 2017 wird die Stadtbibliothek Heidenheim ausschließlich im neuen Bibliotheksgebäude am Willy-Brandt-Platz betrieben.

## Neues Bibliotheksgebäude
Nachdem die Räumlichkeiten im Elmar-Doch-Haus bereits Mitte der 2000er Jahre für den Betrieb einer modernen Bibliothek zu klein geworden waren, beschloss der Gemeinderat im November 2012 den Bau eines neuen Bibliotheksgebäudes. Das rund 4000 m² große Areal der im selben Jahr geschlossenen Justizvollzugsanstalt Heidenheim an der Helmut-Bornefeld-Straße wurde wegen seiner zentralen Lage als möglicher Standort favorisiert. Im Sommer 2013 erwarb die Stadt Heidenheim für 1,175 Millionen Euro das Grundstück aus dem Besitz des Landes Baden-Württemberg.
Für den Bau des neuen Gebäudes wurde 2013 europaweit ein Realisierungswettbewerb ausgeschrieben. Unter 67 zugelassenen Teilnehmern entschied sich die Jury für die Arbeit einer Bewerbergemeinschaft um den Schweizer Architekten Max Dudler. Sein Entwurf sah ein schmales und gestrecktes, kubisches Flachdach-Gebäude mit unterschiedlichen Dach- und Deckenhöhen sowie großen Fensterflächen vor. Der Grundriss des 4-geschossigen, mehr als 110 m langen Stahlbetonbaus verjüngt sich in nord-südlicher Richtung. Als Fassade erhielt er eine Vorsatzschale aus hellbeigen Ziegeln.
Die Nutzfläche der Bibliothek umfasst 2040 m² und ist damit fast doppelt so groß wie in den bislang genutzten Räumen im Elmar-Doch-Haus. Für ein Foyer, verschiedene Veranstaltungsräume und ein Lesecafé sind weitere Flächen vorgesehen. Neben der städtischen Bibliothek sind in dem Gebäude auch das Stadtarchiv, das Kreismedienzentrum des Landkreises Heidenheim und die Verwaltung der historischen Museen der Stadt untergebracht.
Der Beschluss des Gemeinderates zu dem Bauvorhaben wurde im Oktober 2014 gefasst, der erste Spatenstich erfolgte am 23. Juli 2015. Das Richtfest fand am 30. Juni 2016 statt, eröffnet wurde die neue Stadtbibliothek am 10. November 2017.
Für das Projekt waren Gesamtkosten in Höhe von 18,5 Mio. € veranschlagt. Neben den Aufwendungen für Gebäude, Ausstattung und Außenanlagen waren darin 1,8 Mio. € Planungskosten sowie 1,3 Mio. € für Grundstückskauf und Abbruch der Justizvollzugsanstalt enthalten; weitere 600.000 € wurden für entsprechende Straßenbaumaßnahmen kalkuliert.